# Горан Стефановски
Горан Стефановски (Битољ, 27. април 1952 — Ешфорд, 27. новембар 2018) био је македонски драмски писац.

## Биографија
Завршио је Филолошки факултет у Скопљу, на одсеку за енглески језик и књижевност. Студирао је драматургију на Драмској академији у Београду, где је и магистрирао.
Једно време радио је у драмској редакцији на телевизији Скопље а затим као асистент на Филолошком факултету у Скопљу.
Био је члан македонског ПЕН центра, а од 1986. професор драматургије на драмској академији у Скопљу.

## Наслеђе
Његова дела су преведена на неколико језика (укључујући и италијански).
2021. је постављена биста у скопском насељу Дебар Маало.

## Награде
- „Стале Попов“
- „11 Октомври“
- „Стеријина награда“ (два пута)
- „Војдан Чернодрински“ (шест пута)

## Дела
- Клинч (тв-игра, 1974.; пре 51 године),
- Јане Задрогаз (драма, 1974.; пре 51 године),
- Чиракот Шекспир (радио-драма, 1975.; пре 50 година),
- Сослушувањето на железничарот (ТВ-драма, 1976.; пре 49 година),
- Томе од бензиската пумпа (ТВ-филм, 1978.; пре 47 година),
- Наши години (ТВ-серија, 1979.; пре 46 година),
- Диво месо (драма, 1979.; пре 46 година),
- Тумба, тумба, дивина (ТВ-драма, 1980.; пре 45 година),
- Лет во место (драма, 1981.; пре 44 године),
- ХИ-ФИ (драма, 1982.; пре 43 године),
- Дупло дно (драма, 1983.; пре 42 године),
- Тетовирани души (драма, 1985.; пре 40 година),
- Бушава азбука (дечји образовни програм, 1985.; пре 40 година),
- Црна дупка (драма, 1987.; пре 38 година),
- Long Play (драма, 1988.; пре 37 година),
- Кула вавилонска (драма, 1989.; пре 36 година),
- Травијата (либрето, 1989.; пре 36 година),
- Зодијак (либрето, 1990.; пре 35 година),
- Чернодрински се враќа дома (драма, 1991.; пре 34 године), I ¦
- Чернодрински (либрето, 1991.; пре 34 године),
- Гоце (1991.; пре 34 године),
- Сараево (књига) (драма, 1993.; пре 32 године),
- Старецот со камен околу вратот (1994.; пре 31 године),
- Оазата на Мира (ТВ-драма, 1994.; пре 31 године),
- Сега му е мајката (једночинка, 1995.; пре 30 година),
- Баханалии (драма, 1996.; пре 29 година),
- "EX-YU" (1996.; пре 29 година),
- Аирлија транзиција (ТВ-серија, 1996.; пре 29 година),
- "Casabalkan" (драма, 1997.; пре 28 година).